# 納瓦特爾語正寫法
从历史上看，因为没有机构对其拼写进行管理，納瓦特爾語的正寫法大不相同。古典纳瓦特尔语方言仍然如此，这是许多历史资料和文献中记录的一种絕跡語言，但纳瓦特尔现代方言的拼写由墨西哥公共教育部管理，尽管他们确实有一些在纳瓦特尔社区实施他们的正字法标准的困难。
本文描述并比较了一些已使用的納瓦特爾語语音系统的不同转录系统。

## 古典纳瓦特尔音位

### 元音
|    | 前    | 后    |
| -- | ----- | ----- |
| 闭 | i, iː | o, oː |
| 中 | e, eː | o, oː |
| 开 | a, aː | a, aː |

### 辅音
|        | 唇音 | 齿音 | 齿音 | 硬腭音 | 软腭音 | 软腭音 | 声门音 |
| 中央   | 唇音 | 边音 | 一般 | 硬腭音 | 唇音化 |        | 声门音 |
| ------ | ---- | ---- | ---- | ------ | ------ | ------ | ------ |
| 鼻音   | m    | n    |      |        |        |        |        |
| 塞音   | p    | t    |      |        | k      | kʷ     | ʔ      |
| 擦音   |      | s    |      | ʃ      |        |        | ʔ      |
| 塞擦音 |      | ts   | tɬ   | tʃ     |        |        |        |
| 近音   |      |      | l    | j      |        | w      |        |

## 正写法历史
在西班牙征服时，阿兹特克文字主要使用象形符号辅以少数形意符号。必要时，它也会使用音节对等；神父迭戈·杜兰记录了抄本画家“tlàcuilòquê”如何使用该系统以拉丁文呈现祈祷文，但很难使用。这种书写系统足以保存家谱、天文信息和贡品清单等记录，但不能像旧世界或玛雅文明的书写系统那样代表完整的口语词汇。阿兹特克人的文字不是用来阅读的，而是用来讲述的；精心制作的抄本本质上是用于教学的象形文字辅助工具，并且可以记住较长的文字。
西班牙人引入了拉丁字母，用它来记录大量的阿兹特克散文和诗歌，这确实在一定程度上减轻了被西班牙人烧毁的数千份阿兹特克手稿的毁灭性损失（见阿兹特克法典）。重要的词汇作品（例如阿朗佐·德·莫利纳所作的经典《词汇（英語：Vocabulario）》（1571年））和语法描述（其中奥拉西奥·卡罗奇的《“Arte”》（1645年）通常被认为是最好的) 是使用这个正字法的变体产生的。
古典纳瓦特尔正字法并不完美，在其应用时有很多变化，部分原因是方言差异，部分原因是发展起来的不同传统和偏好。（当时西班牙语本身的书写还远未完全标准化。）今天，尽管几乎所有书写的纳瓦特尔语都使用某种形式的基于拉丁字母的正字法，但仍然存在很大的方言差异，以及关于如何书写相同发音产生的大量争论和不同的做法。主要问题包括：
- 是否按照西班牙语书写 /k/ 有时作为 ⟨c⟩ 有时作为 ⟨qu⟩，还是只使用 ⟨k⟩
- 如何写/kʷ/
- 如何处理 /w/，其实现因地而异，甚至在单一方言中也有很大差异
- 如何写“小间隙音（英语：Saltillo_(linguistics)）”。小间隙音是早期语法学家给音位命名的名称，在语音上是声门塞音 ([ʔ])（特别是在古典纳瓦特尔语中）或 [h]（在大多数当代方言中）。这个音素在殖民时期通常没有表现出来，除了奥拉西奥·卡罗奇（英语：Horacio Carochi）用尖锐的重音来表示它之前的元音。今天，在将小间隙音发音为[h]的方言中，它经常写成 j、h。一些新古典正字法使用字母 h 来表示古典纳瓦特尔语的声门塞音。
- 是否以及如何表示元音长度
- 是否以及如何表示同位異音（声音变体），它近似于不同的西班牙语音位，尤其是接近 u 的 o 变体。
- 在何种程度上用一种变体编写应该适应其他变体中使用的内容。

## 当代正字法
墨西哥公共教育部在墨西哥农村社区的双语教育计划中采用下面的字母表，但这一决定产生了一些影响，但因为纳瓦特尔语的方言之间语音差异较大，它并不适合所有方言。最近成立的 国家土著语言研究所（INALI）也将参与这些问题。这种正字法通常不标记元音长度或小间隙音（当有小间隙音时，使用 ⟨j⟩ 来表示该方言中的 /h/），字母 ⟨k⟩ 用于 /k/ 并且 /w/ 写为 ⟨u⟩。

### 元音
|    | 前        | 后        |
| -- | --------- | --------- |
| 闭 | i, iː ⟨i⟩ | o, oː ⟨o⟩ |
| 中 | e, eː ⟨e⟩ | o, oː ⟨o⟩ |
| 开 | a, aː ⟨a⟩ | a, aː ⟨a⟩ |

### 辅音
|        | 唇音 | 齿音 | 齿音    | 硬腭音  | 软腭音 | 软腭音  | 声门音 |
| 中央   | 唇音 | 边音 | 一般    | 硬腭音  | 唇音化 |         | 声门音 |
| ------ | ---- | ---- | ------- | ------- | ------ | ------- | ------ |
| 鼻音   | m    | n    |         |         |        |         |        |
| 塞音   | p    | t    |         |         | k      | kʷ ⟨cu⟩ | ʔ ⟨j⟩  |
| 擦音   |      | s    |         | ʃ ⟨x⟩   |        |         | ʔ ⟨j⟩  |
| 塞擦音 |      | ts   | tɬ ⟨tl⟩ | tʃ ⟨tx⟩ |        |         |        |
| 声门音 |      |      | l       | j ⟨y⟩   |        | w ⟨u⟩   |        |